# Champaubert

Champaubert este o comună în departamentul Marne, Franța. În 2009 avea o populație de 134 de locuitori.